# Radioestensioni/Per un'ora d'amore
Radioestensioni/Per un'ora d'amore è un singolo del gruppo musicale italiano Subsonica, pubblicato nel 1997.

## Descrizione
Radioestensioni rappresenta la quinta traccia del disco ed è stato scritto dal frontman Samuel e Max Casacci per il resto e dallo stesso Samuel e Boosta per la musica. Per un'ora d'amore, invece, è caratterizzato dalla partecipazione vocale di Antonella Ruggiero, che l'anno precedente aveva dato visibilità al gruppo torinese tramite questa collaborazione, inserita nell'album della Ruggiero Registrazioni moderne.

## Tracce
1. Radioestensioni (Radio Edit) – 3:58 (Samuel Romano, Max Casacci, Davide Dileo)
2. Per un'ora d'amore (Antonella Ruggiero & Subsonica) – 5:29 (Salvatore Stellita, Giovanni Belfiore, Carlo Marrale, Piero Cassano)